# Valentin Berlinsky
Pour les articles homonymes, voir Berlinski.
Valentin Alexandrovitch Berlinsky (en russe : Валентин Александрович Берлинский), né le 19 janvier 1925 à Irkoutsk en Sibérie et mort le 15 décembre 2008 à Moscou en Russie, est un violoncelliste russe. Il est l'un des membres fondateurs du quatuor Borodine dont il fait partie de 1945 à 2007. Il est le seul membre à en faire partie depuis le début.

## Biographie
Valentin Berlinsky a d'abord étudié le violon avec son père qui fut un élève de Leopold Auer et qui forma avec ses trois frères le Quatuor Berlinsky. Puis, il fut envoyé à Moscou pour étudier au Conservatoire de Moscou,. Au cours de ses études, il rencontre en 1945 quatre autres étudiants à l'origine du futur quatuor Borodine : Mstislav Rostropovitch au violoncelle, Rostislav Doubinski et Nina Barchaï aux premier et second violons et Rudolf Barchaï à l'alto, tous élèves de Mikhaïl Terian, l'altiste du Comitas Quartet. Néanmoins, après deux semaines, Rostropovitch réalisa qu'il était trop occupé et suggéra Valentin Berlinsky en remplacement,. Ils ont signé un serment d'allégeance de leur propre sang, que Berlinsky a conservé. Il a également conservé un journal complet de toutes leurs nombreuses représentations.
Le quatuor rencontre Dmitri Chostakovitch pour la première fois en 1946 et devient son interprète. L'ensemble est connu pour ses exécutions des quinze quatuors de Chostakovitch, joués en cycle de plusieurs concerts dans toutes les salles du monde, y compris en 1994 au Alice Tully Hall à New York. Le quatuor Borodine est l'un des ensembles les plus connus en Occident pendant la Guerre froide, grâce à ses tournées en Europe et aux États-Unis et ses enregistrements. Il joua aux funérailles de Joseph Staline et de Sergueï Prokofiev, décédés tous deux le 5 mars 1953,.
Après vingt ans sans changements de formation, les années 1970 apportèrent des difficultés : Rostislav Doubinski partit pour l'Ouest et le second violon, Iaroslav Alexandrov, malade, arrêta de jouer. Ayant trouvé des remplaçants, Berlinsky insista pour que l'ensemble se retirât pendant deux ans, sans jouer en public, jusqu'à ce que le quatuor Borodine retrouve la sonorité qui le rendait célèbre.
Valentin Berlinsky a toujours nourri un patriotisme russe : en 2000, il dit « Je ne blâme pas ceux qui partent. Vivre ici, ou plutôt survivre ici est difficile, en particulier pour les jeunes. Je n'ai rien d'un patriote chauvin, mais partir pour moi est impossible. Je ne peux pas m'imaginer une autre vie. Je suis né ici, je mourrai ici. » Il enseigna la plus grande partie de sa vie à l'école de musique Gnessine à Moscou.
Valentin Berlinsky a quitté le quatuor Borodine en septembre 2007 et fut remplacé par Vladimir Balchyne.
Sa fille, Lioudmila Berlinskaïa, pianiste concertiste, vit à Paris.